# Ilga Kreituse
Ilga Kreituse, amb nom de soltera Ilga Grava, (Tērvete, municipi de Tērvete, 5 de juliol de 1952) és una historiadora i política letona, Presidenta del Saeima entre 1995 i 1996.

## Biografia
Nascuda a Tērvete el 5 de juliol de 1952, poc després es va traslladar a viure amb la seva família a Jurmala. El 1970 es graduà a l'escola secundària de Jurmala núm. 3. De 1972 a 1977 estudià a la facultat d'Història i Filosofia de la Universitat de Letònia. De 1977 a 1980 cursà el post-grau a la Universitat Estatal de Moscou. El 1982, defensà la tesi "Sobre els mètodes matemàtics de la història de la ciència". També va treballar com a professora a l'Institut Estatal de Riga núm. 1.
Fou escollida com a diputada a la 5a legislatura del Parlament letó (Saeima) pel Partit de Centre Democràtic (DCP). Aquest partit es fusionà el juny de 1995 amb Saimnieks per esdevenir el Partit Democràtic «Saimnieks» (DPS) i concórrer a les eleccions legislatives d'aquell any. En els comicis fou primera força i Kreituse va ser escollida Presidenta del Saeima. Entre desembre de 1996 i setembre de 1997 fou vicepresidenta. El 1996 es va postular a les eleccions presidencials i va obtenir el segon lloc, darrere del reelegit Guntis Ulmanis. El setembre del 1996, abandonà el partit però no va renunciar a l'acta de diputada de la 6a legislatura. Després de la divisió del Partit Democràtic «Saimnieks», es van convertir, amb el seu marit Aivars Kreituss, en la líder del Partit dels Treballadors, de recent formació. A les eleccions legislatives de 1998, es va presentar en coalició amb la Unió Demòcrata Cristiana i el Partit Verd de Letònia, però la llista no va obtenir el suport necessari per a entrar al Parlament. Escollida per a l'Ajuntament de Riga l'any 2001, va renunciar en favor d'Aivars Kreituss. A les eleccions de 2002, juntament amb el Partit Socialdemòcrata Obrer Letó, no van obtenir els vots necessaris per passar la barrera del 5% necessari i obtenir representació al Parlament letó.